# Cellule Déméter
Pour les articles homonymes, voir Déméter (homonymie).
La Cellule Déméter est une cellule de renseignement de la gendarmerie nationale française créée en 2019. Elle a pour mission d'identifier et poursuivre les agressions, intrusions et dégradations sur les exploitations agricoles. Le dispositif est critiqué par plusieurs associations, ainsi que par le syndicat agricole, la Confédération paysanne.
Le tribunal administratif de Paris demande au ministère de l'Intérieur de mettre un terme à la prévention des « actions de nature idéologique » de la cellule le 1er février 2022.

## Histoire

### Création
La cellule Déméter est créée le 3 octobre 2019 par la Direction générale de la Gendarmerie nationale, à l'initiative de la Fédération nationale des syndicats d'exploitants agricoles (FNSEA),, et du ministre de l'Intérieur Christophe Castaner pour lutter contre l'« agribashing » dont ferait l'objet le monde agricole. La cellule est nommée en référence à Déméter, la déesse grecque de l'agriculture et des moissons.
Selon le communiqué de presse du 13 décembre 2019 du ministère de l'Intérieur, les objectifs de cette cellule sont de fournir des conseils aux professionnels de l'agriculture afin de sécuriser leurs exploitations ; de mener des actions de renseignement dans le but de détecter des menaces ; d'opérer un suivi judiciaire des affaires dans lesquelles il a été porté atteinte à des agriculteurs ; et de communiquer sur les actions menées,.
Selon le ministère de l'Agriculture, elle a aussi pour but de lutter contre les actes crapuleux et les « actions de nature idéologique » qu'elles soient « des actions symboliques de dénigrement ou des actions dures ».

### Recours devant la Justice administrative
Par un jugement du 1er février 2022, le tribunal administratif de Paris, saisi sur l'argumentaire d'entrave à la liberté d’expression par les associations L214, Pollinis et Générations futures, enjoint le gouvernement de faire cesser certaines activités de la cellule Déméter de la gendarmerie nationale. En effet, il a précisé que la prévention des « actions de nature idéologique » ne relève pas des compétences de la gendarmerie telles que définies dans l'article L.421-1 du code de la sécurité intérieure et n'a donc pas de base légale,. La dissolution, demandée par les associations, n'est pas entendue.
Les ministres de l'Agriculture et de l'Intérieur font appel de la décision du tribunal et annoncent que la mission de Déméter serait « précisée et cadrée dans un nouveau texte d’organisation interne »,.
La cour administrative d'appel de Paris a décidé d'annuler le jugement du 1er février 2022 ; la décision d’appel ne revient pas sur le jugement de première instance qui avait annulé les activités de « prévention » des actions de nature idéologique et enjoint à l’État d’y mettre un terme. Le Conseil d'État est saisi des missions de « suivi » de la cellule,.

## Organisation
Déméter s'appuie de façon transverse sur différents organismes, tels que la Sous-direction de l'anticipation opérationnelle (SDAO) pour son activité de renseignement, la Sous-direction de la Police judiciaire (SDPJ) pour le suivi des affaires judiciaires et du Service d'informations et de relations publiques des armées (SIRPA) en guise de support médiatique. Il existe aussi un partenariat avec la fédération nationale des syndicats d'exploitants agricoles (FNSEA).
Selon le SIRPA, si près de 400 audits de sécurité ont été menés, à l'échelle nationale, entre janvier et mai 2020, « aucun moyen financier n’est spécifiquement dédié à l’opération Demeter ».

## Critiques
Les défenseurs de l'agriculture paysanne et biologique, dont la directrice de recherche au Centre national de la recherche scientifique (CNRS) Sylvie Ollitrault, accusent le gouvernement, à travers la cellule Déméter, de chercher à censurer la liberté d'expression des opposants à l'agriculture industrielle.
Certaines associations animalistes, dont L214, y voient une volonté d'intimider les défenseurs des animaux et de monter en épingle des actes de vandalisme afin de justifier un arsenal répressif excessif, destiné à entraver le débat démocratique.
Le 17 juillet 2020, douze associations et le syndicat agricole, la Confédération paysanne, dans une lettre ouverte adressée à Gérald Darmanin, ministre de l’Intérieur, « dénoncent les modes d’action de la cellule Déméter », invoquant une « rupture d’égalité », des « dérapages inquiétants » et « des méthodes d’intimidation », et « réclament sa dissolution « dans les meilleurs délais ».
Le 31 juillet 2020, L214, soutenue par la Ligue des droits de l’Homme, dépose une requête en référé liberté au tribunal administratif de Paris contre la cellule Demeter, et demande la résiliation d’une convention de partenariat signée en décembre de la même année entre le ministère de l’Intérieur, la gendarmerie, la FNSEA et les Jeunes agriculteurs,,. L’association, qui remet en cause la neutralité de cette cellule à qui elle reproche ses liens avec des syndicats agricoles qu'elle considère comme « hostiles à toute remise en question du modèle agricole conventionnel », dénonce « une entreprise d’« intimidation » à l’encontre des militants dénonçant l’élevage industriel » qui se manifeste par le « déploiement croissant et quotidien de cette cellule et de cette convention » et « l’impact qu’elles ne cessent d’avoir sur les libertés fondamentales de l’association L214 (convocations de ses membres de plus en plus régulières, intimidations, dissuasion d’exercer les libertés publiques...) et de l’ensemble des associations et citoyens désireux de faire la transparence sur les pratiques d’élevage et d’abattage »,,.
La journaliste Aude Massiot considère en septembre 2020 que la cellule Déméter est « un dispositif politique contre une menace fantôme ».
Antoine Gatet, juriste de l'ONG France nature environnement, dénonce à propos de la convention de partenariat entre le gouvernement et la FNSEA un mésusage de la force et de l'argent publics : selon lui, « le gouvernement utilise des fonds publics pour faire de la milice privée au profit de deux syndicats ».
Selon la cellule d'investigation de Radio France, cette cellule sert plutôt à réprimer les actions remettant en cause les pratiques agricoles intensives, lors de visites domiciliaires chez les opposants associatifs, d'actes d'intimidations envers des journalistes, ou d'interventions dans le milieu scolaire (notamment dans les lycées agricoles),.